# Jean Syrota
Pour les articles homonymes, voir Syrota.
Jean Syrota, né le 9 février 1937 à Paris, est un haut fonctionnaire français et un dirigeant du secteur énergétique. Il a dirigé la Cogema de 1988 à 1999. Acteur important de l'industrie nucléaire française, il est à la tête du corps des Mines de 1993 à 1997. 
Fervent défenseur du nucléaire, Jean Syrota est un des pionniers des politiques d'économies d’énergie, notamment à travers la mise en application de l'heure d'été. Il s'illustra aussi par ses attaques acérées contre EDF, coupable selon lui de gaspillages engendrés par la politique du « tout électrique » tel que le  chauffage électrique et le système de tarification de l'électricité.

## Biographie
Il naît le 9 février 1937, et a pour frère cadet André Syrota, médecin spécialiste en médecine nucléaire.
En 1958, Jean Syrota intègre l’École polytechnique (X), où il étudie pendant 3 ans. Puis il intègre le Corps des mines.
À partir de 1964, Jean Syrota commence sa carrière au service de l’État français dans le Service des mines, à Metz. De 1968 à 1974, il intègre le  
service de l'environnement industriel au ministère de la protection de la nature et de l'environnement. En parallèle, il siège au comité consultatif de l'utilisation de l'énergie au ministère de l'industrie. De 1973 à 1974, il devient chef de service des problèmes de l'atmosphère au secrétariat d’État chargé de l'environnement. 
Il dirige de 1974 à 1978 l’Agence pour les économies d’énergie, créée à la suite du premier choc pétrolier. Il y met en œuvre toute une série de mesures, comme la création de l'heure d'été ou la limitation à 18° de la température de chauffage des bureaux et résidences.
Il est directeur des affaires industrielles et internationales de la Direction générale des télécommunications de 1978 à1981, où il est nommé Directeur général adjoint peu avant son départ. 
Directeur général de l'énergie et des matières premières (DGEMP) de 1982 à 1988, il y dirige la politique énergétique de la France, dont il maintient le cap vers l'électricité nucléaire. En 1982, il rejoint le comité de l'énergie nucléaire du commissariat à l'énergie atomique (CEA). En 1987, il repère puis embauche à la DGEMP Pierre-André de Chalendar.
Il devient ensuite président de la Cogema à partir de 1988. Il dirige notamment l'extension des capacités de retraitement à l'usine de la Hague et le démarrage de l'usine Melox de fabrication de combustible MOX, mais aussi le déclin de l'exploitation de l'uranium en France, la fermeture et le démantèlement de l'unité de retraitement de Marcoule et l'arrêt de la fabrication de l'uranium très enrichi à l'usine militaire de Pierrelatte. Il doit aussi gérer la polémique générée par Greenpeace autour de la conduite de rejets en mer les rejets radioactifs de l'usine de la Hague ainsi que l'affaire de la contamination des transports de combustible irradié.  Il est alors aussi administrateur de Framatome, Total, SAGEM et membre du conseil de surveillance de Suez-Lyonnaise des Eaux.
En parallèle, il est nommé vice-président du conseil général des mines en 1993 par Dominique Strauss-Kahn. En 1995, Corinne Lepage demande le départ de Syrota lors de son entrée au Gouvernement Alain Juppé (1), mais il est maintenu en poste. En 1997, il démissionne et est remplacé à ce poste par Rodolphe Greif. 
Jean Syrota serait, selon le journal l'Express et Corinne Lepage, franc-maçon car membre du Grand Orient (GO) - une loge très influentes dans les milieux d'affaires français - . Il dément en affirmant « n'avoir jamais cherché à être et n'ai jamais été maçon ».
Il a pris sa retraite de la fonction publique en 2002, mais continue ensuite à assumer plusieurs fonctions. Il est notamment président de la Commission de régulation de l'énergie (CRE) de 2000 à 2006.
À partir de juin 2006, il est nommé président d'une Commission Énergie créé par Dominique de Villepin. Elle réunit un groupe d'experts chargés d'établir des orientations en matière de politique énergétique à horizon 2030 - 2050. La présidence est confiée à Jean Syrota par Sophie Boissard, alors directrice générale du Centre d’analyse stratégique du gouvernement.  
En avril 2007, il publie un rapport intitulé « Perspectives énergétiques de la France à l’horizon 2020-2050». Ce rapport, qui constitue une contribution d’ordre technique au débat sur la politique énergétique française et au Grenelle de l’Environnement.
En 2008, il propose un rapport de mission prospective sur le futur de l'automobile à l'horizon 2030 minimisant l'intérêt de la voiture électrique et considérant que le moteur à explosion, amélioré, et combiné a l'électrique (hybride rechargeable) aura encore de beaux jours devant lui. Ce document est alors écarté[pourquoi ?] par le secrétaire d'État Eric Besson
En mai 2015, alors qu'Areva s’apprête à être démantelée, il déplore l'état catastrophique de cet ancien « fleuron » de l'industrie nucléaire française.

## Décorations
- Grand Croix de l'Ordre national du Mérite
- Commandeur de la Légion d'honneur